# Chevin
Chevin är en kulle i Storbritannien.   Den ligger i distriktet Leeds i grevskapet West Yorkshire i riksdelen England, i den centrala delen av landet, 280 km norr om huvudstaden London. Toppen på Chevin är 279 meter över havet, eller 140 meter över den omgivande terrängen. Bredden vid basen är 12,0 km.
Terrängen runt Chevin är varierad. Runt Chevin är det mycket tätbefolkat, med 1 313 invånare per kvadratkilometer. Närmaste större samhälle är Leeds, 14,6 km sydost om Chevin. Trakten runt Chevin består i huvudsak av gräsmarker.